# District de Xing'an
Pour les articles homonymes, voir Xing'an.
Le district de Xing'an (兴安区 ; pinyin : Xīng'ān Qū) est une subdivision administrative de la province du Heilongjiang en Chine. Il est placé sous la juridiction de la ville-préfecture de Hegang.